# ナイトメア・イン・ザ・ダーク
ナイトメア・イン・ザ・ダークは、2000年にアーケードでSNKによってリリースされたプラットフォーム・ゲームである。家庭用ではリリースされなかった。
本作は、墓守とアンデッドの戦いを描いた固定画面アクションゲームであり、画面内の敵をすべて倒せばクリアとなる。
プレイヤーキャラクターである墓守は手元のランタンを振って火を出して敵を火だるまにでき、何度も敵に当てることで火の玉にすることができる。
ステージはノーマルステージ20面、ボスステージ5面の全25面で構成されており、全部クリアすることでエンディングを迎えられる。上位5位に入るとネームレジストが出来る。
このほかにも、以下の特徴がある。
- 火の玉が壁に当たると破壊されアイテムが出現し、触れると効力を発揮する。
- 敵若しくは、敵の攻撃に当たるとミスになり、ライフが減る。ライフが無くなるとゲームオーバー。
- ステージ開始時にタイマーがセットされ、0になると無敵の敵キャラクタ（パンプキン）が出現する。
- ボスは直接炎を当てることが出来ないため、火の玉を当てて攻撃をする。

## アイテム
赤い薬
炎の威力が上がり、敵をすばやく炎の玉に変化させることができる。
青い薬
プレイヤーの移動速度が上がる。
黄色い薬
炎の飛距離が延びる。
ドクロ
パワーアップがリセットされる。炎を当てると移動させられる。
ダイヤモンド（小）
スコアが加算される。
ダイヤモンド（中）
スコアが加算される。
ダイヤモンド（大）
スコアが加算される。
布袋
スコアが加算される。後に取るアイテムが、2倍、3倍と増えていく。
宝箱
スコアが加算される（1000点）。
炎を当てるとダイヤモンドの欠片が飛び出してくる。
骨付き肉
ライフが一つ回復する。最大値の場合はスコアが加算される。
大きいダイヤ
炎の玉を一撃で敵を全滅させると画面中央上部から落下してくる（10000点）。画面下部まで落下させると大量のダイヤの欠片になる。